# عصمت إلشي
عصمت إلشي İsmet Elçi (ولد في 2 مارس 1964 في آلتينوفا في تركيا) هو كاتب ومخرج تركي ألماني.

## مسيرته
ينحدر عصمت إلشي من عائلة كردية. قدم في عام 1979 مع والده إلى ألمانيا لأسباب سياسية. وكان يعمل في مصنع للنسيج وفي المساء كان يتعلم الألمانية في مدرسة مسائية. وكان يمثل بجانب ذلك في أدوار مسرحية وسينمائية. أخرج في عام 1986 فيلمه القصير الأول ثم فيلم كيسمت Kismet, Kismet ثم أفلام أخرى. أما فيلمه زينان بلا أرض Sinan ohne Land عام 1989 الذي أنتجه التلفزيون الألماني الثاني فقد منح جائزة Civis-Medienpreis. ويعمل عصمت إلشي أيضا في مجال تصوير الأغاني المصورة المعرفة بالفيديوكليب وكذلك في مجال تصوير الإعلانات التجارية. وبجانب أعماله السينمائية والتلفزيونية فقد كتب العديد من الأعمال القصصية حول حالة المهاجرين الأتراك في ألمانيا، وقد أخرج بنفسه بعض هذه القصص (ومنها جميلة أو خرافة الأمل Cemile oder das Märchen von der Hoffnung) . وقد منح الجائزة التشجيعية من جائزة أدالبرت فون كاميسو في عام 1993 عن نشاطه الأدبي.

## من أعماله
- زينان بلا أرض 1988
- قانون الصمت 1990
- جميلة أو خرافة الامل 1991
- أطفال زرادشت الجرحى 1997
- الكرسي المتحرك الوردي اللون 2007 Der rosarote Fahrstuhl

## روابط خارجية
- عصمت إلشي على موقع IMDb (الإنجليزية)
- عصمت إلشي على موقع كينوبويسك (الروسية)